# Горшеньов Віктор Михайлович
Горшеньов Віктор Михайлович (нар. 22 квітня 1924 — пом. 23 серпня 1993) — український вчений-правознавець, доктор юридичних наук (1970), професор, завідувач кафедри теорії держави і права Харківського юридичного інституту (1978-1984).

## Біографія
Народився 22 квітня 1924 року у місті Ярославлі. У 1953 році закінчив Московський юридичний інститут.
Після закінчення аспірантури (1956) захистив кандидатську дисертацію на тему «Роль радянської держави і права у здійсненні господарської політики КПРС». Працював у юридичних навчальних закладах Казані, Томська, Ярославля.
У 1970 році захистив докторську дисертацію «Способи і організаційні форми правового регулювання в сучасний період комуністичного будівництва». З 1976 року і до кінця життя працював у Харківському юридичному інституті (нині – Національний юридичний університет імені Ярослава Мудрого), зокрема, у 1978–1984 роках – завідувачем кафедри теорії держави і права.
Помер Віктор Михайлович Горшеньов 23 серпня 1993 року.

## Наукова діяльність
Віктор Горшеньов є засновником наукової школи по дослідженню проблем юридичного процесу, комплексного підходу до вивчення засновницької, правотворчої та контрольної діяльності органів держави. Фундатор української наукової школи юридичної деонтології – вчення про соціальне призначення юриста у суспільстві, систему етичних, психологічних, професійних та політичних вимог до юридичної професії. Один з перших дослідників проблем формування вітчизняної концепції правової держави. Підготував 20 кандидатів, одного доктора наук.
Опублікував понад 100 наукових праць. Основними серед них були:
- «Юридична процесуальна форма: теорія і практика»
- «Теорія юридичного процесу»
- «Правові форми діяльності у загальнонародній державі»
- «Контроль як правова форма діяльності»
- «Юридична деонтологія»
- «Фундаментальні проблеми концепції формування радянської правової держави»

## Нагороди
Нагороджений орденом Вітчизняної війни II ступеня, медаллю «За відвагу» та іншими нагородами.